# ブライアン・デ・ケールスマーケル
ブライアン・デ・ケールスマーケル（Brian De Keersmaecker、2000年5月6日 - ）は、ベルギー・ボルネム出身のサッカー選手。オックスフォード・ユナイテッドFC所属。ポジションはミッドフィールダー。

## クラブ経歴
KベールスホットVAの下部組織で育成され、2020年4月13日、UEFAヨーロッパリーグの予選プレーオフとして行われたKASオイペン戦でトップチームデビューを果たした。
2020年10月5日、エールステ・ディヴィジに所属していたFCアイントホーフェンへ1シーズンのレンタル移籍をした。レンタル移籍終了後の2021年6月4日、アイントホーフェンへの完全移籍が決定し、2年契約を結んだ。
2023年6月13日、エールディヴィジ昇格を決めたヘラクレス・アルメロにフリーで移籍し、4年契約を結んだ。